# Јеленин свет
Јеленин свет је српски документарни филм из 2008. године, о светском броју 1 женског тениса, Јелени Јанковић.
Тања Брзаковић је пожелела да сними филм о Јелени Јанковић, док је гледала њен меч против Доминике Цибулкове, у Фед куп-у 2007. године, када је уз сузе од болова и грчева, Јелена успела да победи са 9:7 у одлучујућем сету и донесе бод репрезентацији Србије.
Поред Јелене, у филму се појављују и друге тенисерке са ВТА тура, као што су: Јелена Дементјева, Светлана Кузњецова, Ана Чакветадзе, Серена Вилијамс, Жистин Енан, Ана Ивановић, Каролина Возњацки, Агњешка Радвањска и многе друге.
Филм је премијерно приказан 12. новембра 2008. године, непосредно након што је после узастопно освојена 3 турнира из највише категорије, Јелена обезбедила прво место на крају године. Поред прегршт позитивних критика које је добио, филм је на благајнама успео да надмаши чак и најновији филм о Џејмсу Бонду, Зрно утехе и тако постао најуспешнији тог месеца, у Србији.
Наредне године филм је учествовао на интернационалном фестивалу спортског филма у италијанском Палерму.

## Радња
Филм прати живот Јелене Јанковић у периоду од 14 месеци, приказује њене наступе на турнирима у Мадриду и Берлину, као и повратак кући, у Београд.
Такође, приказане су и Јеленине припреме за мечеве са тренером, Рикардом Санчезом и другим тенисеркама из светског врха, као и разни састанци, упознавања са фановима и спортски догађаји које је имала част да отвори, попут фудбалске утакмице између Севиље и Реал Мадрида. О њеном односу према противницама и спортском понашању говоре Јелена Дементјева и Ана Чакветадзе.
Приказан је и део меча против Дементјеве и Кириленко у Берлину, као и тренинг са Жистин Енан
На почетку филма, Јелена је трећа тенисерка света, док се филм завршава тренутком када постане светски број 1.
У одјавној шпици Јеленина мајка, Снежана, чита исечак из новинског чланка у коме пише да је Јелена Јанковић доказала стихове Љубивоја Ршумовића: Домовина се брани лепотом и чашћу и знањем. Домовина се брани животом и лепим васпитањем.

## Улоге
| Глумац             | Улога                       |
| ------------------ | --------------------------- |
| Јелена Јанковић    | саму себе                   |
| Снежана Јанковић   | саму себе (Јеленина мајка)  |
| Рикардо Санчез     | самог себе (Јеленин тренер) |
| Јелена Дементјева  | саму себе                   |
| Жистин Енан        | саму себе                   |
| Ана Чакветадзе     | саму себе                   |
| Светлана Кузњецова | саму себе                   |
| Ана Ивановић       | саму себе                   |
| Серена Вилијамс    | саму себе                   |
| Каролина Возњацки  | саму себе                   |
| Агњешка Радвањска  | саму себе                   |
| Марион Бартоли     | саму себе                   |
| Марија Кириленко   | саму себе                   |